# Cantó de Villedieu-les-Poêles
El cantó de Villedieu-les-Poêles és un cantó francès del departament de la Manche, situat al districte de Saint-Lô. Té 10 municipis i el cap es Villedieu-les-Poêles.

## Municipis
- La Bloutière
- Bourguenolles
- Champrepus
- Chérencé-le-Héron
- Fleury
- La Lande-d'Airou
- Rouffigny
- Sainte-Cécile
- La Trinité
- Villedieu-les-Poêles

## Història
| Data d'elecció                           | Identitat           | Partit        | Qualitat |
| ---------------------------------------- | ------------------- | ------------- | -------- |
| 1945-1949                                | Georges Rachine     | radical       |          |
| 1949-1967                                | René Quintin        | Divers droite |          |
| 1967-1992                                | Jean-Louis Bougourd | Divers droite |          |
| 1992-1998                                | Jean Sesboüé        | Divers droite |          |
| 1998-                                    | Jean-Yves Guillou   | Divers droite |          |
| les dades anteriors no són pas conegudes |                     |               |          |
|                                          |                     |               |          |

## Demografia
| A partir de 1990: Població sense dobles comptes |